# Drzewa i planety
Drzewa i planety – drugi album polskiej grupy muzycznej Lorein. Płyta ukazała się nakładem S.P. Records dnia 14 kwietnia 2014 roku.
Płyta została zarejestrowana w studiu DOM MUSIC w Łodzi pod okiem Dominica Buczkowskiego. Promowały ją cztery single - "Przyjaciel D", "Drzewa i planety", "Pozytywny" oraz "Snowden".
Podczas promocji płyty, Lorein zaprezentowało się w programie "Must Be the Music. Tylko muzyka", w którym zaprezentowali utwory "Pozytywny" i "Snowden". Zespół dotarł w nim do finału dzięki głosom słuchaczy radia RMF FM, otrzymując tzw. "dziką kartę".
W kwietniu 2015 roku, zespół opublikował utwór nagrany podczas sesji do Drzew i planet pt. "Lot małych much", pod którym umieścił link do zbiórki na nagranie kolejnego albumu grupy.

## Lista utworów[11]
Autorem wszystkich tekstów jest Łukasz Lańczyk, autorami muzyki jest zespół Lorein.
1. Wielbłąd – 3:16
2. Przyjaciel D – 3:36
3. Drzewa – 1:47
4. Snowden – 3:21
5. Piruety – 3:42
6. Drzewa i planety – 3:43
7. Pozytywny – 3:43
8. Planety – 1:56
9. Mymijanki – 3:53
10. Mgły – 3:47
11. Morning Run – 4:02
12. Urodziny, inne święta – 4:39

## Twórcy
Lorein
- Łukasz „Lanietz” Lańczyk - śpiew, gitary, organy
- Tomasz „Tomek” Dorobczyński - perkusja
- Sebastian „Jabber” Szczepański - gitara basowa, chórki
- Roland „LaDY” Langer - gitary, syntezator, chórki